# Pseudaulacaspis kentiae
Pseudaulacaspis kentiae är en insektsart som först beskrevs av Kuwana 1931.  Pseudaulacaspis kentiae ingår i släktet Pseudaulacaspis och familjen pansarsköldlöss. Inga underarter finns listade i Catalogue of Life.